# Rod Odom
Roderick Wesley "Rod" Odom (Central Islip, Nueva York, 23 de septiembre de 1991) es un jugador de baloncesto estadounidense que pertenece a la plantilla del Keravnos B.C. de la Liga de Chipre. Con 2,08 metros de estatura, juega en la posición de ala-pívot.

## Trayectoria deportiva

### Universidad
Jugó durante cuatro temporadas con los Commodores de la Universidad Vanderbilt, en las que promedió 7,4 puntos, 5,2 rebotes y 1,2 asistencias por partido. En su última temporada fue incluido en el segundo mejor quinteto de la Southeastern Conference por los entrenadores de la misma.

### Profesional
Tras no ser elegido en el Draft de la NBA de 2014, fue incluido en la platilla de los Golden State Warriors para disputar las Ligas de Verano de la NBA. En el mes de agosto fichó por el equipo griego del KAOD BC, donde jugó una temporada en la que promedió 9,1 puntos y 5,7 rebotes por partido.
En julio de 2015 firmó contrato con el Virtus Bologna de la Lega Basket Serie A italiana, donde jugó una temporada en la que promedió 10,0 puntos y 4,9 rebotes por partido.
En agosto de 2016 firmó contrato con el BC Astana de Kazajistán.